# Mazurki op. 24 (Chopin)
Mazurki op. 24 – cykl czterech mazurków Fryderyka Chopina skomponowany w 1834, wydany w 1836 przez Schlesingera. Utwory dedykowane zostały hrabiemu de Perthuis.

## Mazurekg-mollop. 24 nr 1
Mazurek Chopina, w tonacji g-moll. Napisany w 1833. Rozpisany w 65 taktach.

## MazurekC-durop. 24 nr 2
Mazurek Chopina, w tonacji C-dur. Napisany w 1833. Rozpisany w 120 taktach.

## MazurekAs-durop. 24 nr 3
Mazurek Chopina, w tonacji As-dur. Napisany w 1833. Rozpisany w 56 taktach w tempie Moderato con anima (wł. Umiarkowanie z ożywieniem).

## Mazurekb-mollop. 24 nr 4
Mazurek Chopina, w tonacji b-moll. Napisany w 1833. Rozpisany w 148 taktach. Napisany w tempie Moderato.